# Tinodes cheitani
Tinodes cheitani är en nattsländeart som beskrevs av Schmid 1959. Tinodes cheitani ingår i släktet Tinodes och familjen tunnelnattsländor. Inga underarter finns listade i Catalogue of Life.